# Bird Ridge
Bird Ridge är en bergstopp i Antarktis. Den ligger i Östantarktis. Australien gör anspråk på området. Toppen på Bird Ridge är 1 533 meter över havet.
Terrängen runt Bird Ridge är platt norrut, men söderut är den kuperad. Terrängen runt Bird Ridge sluttar brant österut. Trakten är obefolkad. Det finns inga samhällen i närheten.